# Lucas 17

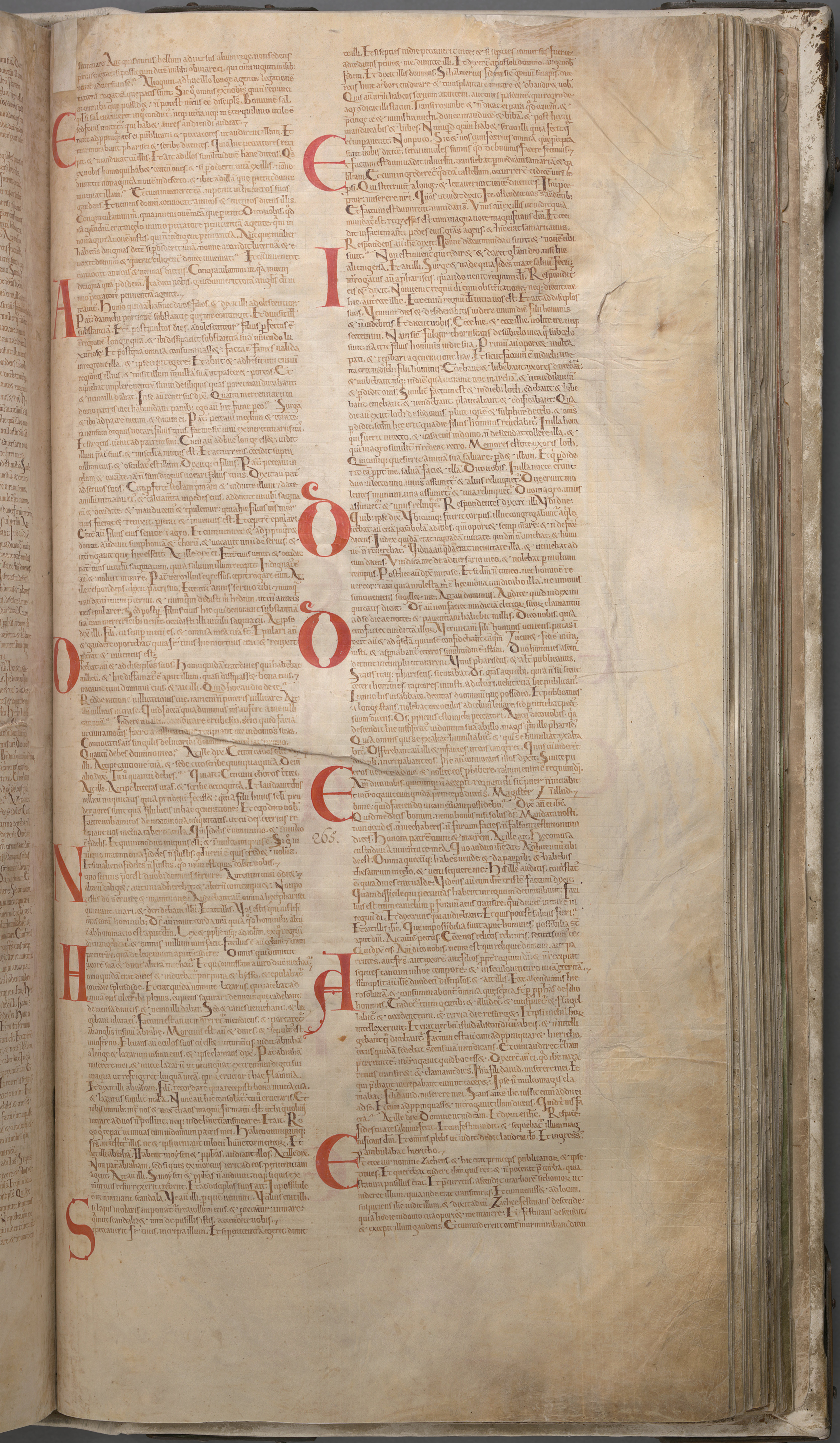
Texto latino de Lucas 14:30-19:7 en el Códice Gigas.

Lucas 17 es el decimoséptimo capítulo del Evangelio de Lucas del Nuevo Testamento de la Biblia Cristiana. En él se recogen "algunos dichos de Jesús" y la Curación de los diez leprosos. El libro que contiene este capítulo es anónimo, pero la tradición cristiana primitiva afirmaba uniformemente que Lucas el Evangelista compuso este Evangelio así como los Hechos de los Apóstoles. 

## Texto
El texto original fue escrito en griego koiné. Algunos manuscritos tempranos que contienen el texto de este capítulo son:
- Papiro 75 (175-225)
- Papiro 111 (siglo III)
- Codex Vaticanus (325-350)
- Codex Sinaiticus (330-360)
- Codex Bezae (~400)
- Codex Washingtonianus (~400)
- Codex Alexandrinus (400-440).

Este capítulo está dividido en 37 Versículos. La Nueva Biblia del rey Jacobo lo divide en cuatro secciones, encabezadas respectivamente por "Jesús advierte de las ofensas" (versículos 1-4), "La fe y el deber" (versículos 5-10), "Diez leprosos limpios" (versículos 11-19) y "La llegada del Reino" (versículos 20-37).

## Las ofensas y el perdón de las ofensas (17:1-10)
Los Versículos 1-10 se presentan como una sola unidad en la Nueva Versión Internacional. Comentando la variedad de temas tratados en los diez primeros Versículos, el escritor bíblico luterano Harold Buls afirma que "supone que hay una secuencia lógica. Los temas no son simplemente escogidos por Lucas de alguna fuente externa".

### Versículo 1
Entonces Él [Jesús] dijo a los discípulos: "Es imposible que no vengan escándalos, pero ¡ay de aquel por quien vengan!"
Jesús advierte que vendrán "escándalos", literalmente "piedra de escándalo" (en griego τὰ σκάνδαλα, skandala). Otras traducciones utilizadas son "obstáculos" (Biblia de Jerusalén), "cosas que hacen pecar" (Buls) y "tentaciones de pecar" (Versión Estándar Inglesa). Reflexionando sobre la afirmación de Jesús de que algo podría ser "imposible", el pietista luterano Johann Albrecht Bengel ofrece como lecturas alternativas, "no es una cosa usual que suceda" o "una cosa no admisible en el curso común de las cosas", señalando de manera similar que en Lucas 13:33 Jesús había dicho que "es imposible que un profeta sea muerto fuera de Jerusalén".

### Versículo 2
Sería mejor para él que le colgaran al cuello una piedra de molino y lo arrojaran al mar, que ofender a uno de estos pequeños. 
Los "pequeñitos" son los miembros más vulnerables de la comunidad de discípulos. El término aparece con más frecuencia en el evangelio de Mateo que en el de Lucas.

### Versículos 3b-4
Si tu hermano peca contra ti, repréndelo; y si se arrepiente, perdónalo. Y si peca contra ti siete veces en un día, y siete veces en un día vuelve a ti diciendo: 'Me arrepiento', lo perdonarás.
La Biblia de Jerusalén sugiere que "Lucas, aparentemente, está pensando en un asunto que concierne sólo a dos de la comunidad". Mateo 18 se refiere a un proceso de apelación a la comunidad, que falta en el escrito de Lucas sobre este tema.

### Versículo 5
Y los apóstoles dijeron al Señor: "Aumenta nuestra fe"
Habiéndose dirigido anteriormente a "los discípulos" (Lucas 16:1 y Lucas 17:1), Jesús se dirige ahora a los apóstoles, que acuden a él "con una petición especial". Sienten que la fuerza moral de su fe en Jesús, es decir, sólo la fuerza amorosa de su fe, no es lo suficientemente grande para esa gran tarea de perdón" que acaba de plantearles en el Versículo anterior: Su petición es de una "fe enérgica más fuerte", mejor en calidad que en cuantitativamente más.

### Versículos 7-10
Jesús describe a un señor que espera que los siervos que han trabajado todo el día en el campo le sirvan también la cena antes de satisfacer sus propias necesidades. Joachim Jeremías consideraba esta parábola sobre el servicio como "una unidad autónoma", mientras que Paul Minear ha comentado el "notable" grado de consenso entre muchos comentaristas bíblicos en cuanto a su significado. No aparece en los otros evangelios, pero se considera anterior a Lucas, aunque la colocación de este pasaje después de la referencia a "los apóstoles" en el Versículo 5 puede haber sido una decisión editorial deliberada en Lucas.

### Comentarios
Se agrupan diversas enseñanzas de Jesús dirigidas tanto a los discípulos (. 1) como a los Apóstoles (v. 5), todas ellas compartiendo un tema común: la conducta de los cristianos, especialmente aquellos con responsabilidades, en la futura vida de la Iglesia. La enseñanza sobre la gravedad del «pecado de escándalo» (vv. 1-2) es particularmente clara y gráfica. Por esta razón, es esencial actuar con prudencia.

Procuremos, hermanos, no sólo vivir rectamente, sino también obrar con rectitud delante de los hombres; y no preocuparnos sólo de tener la conciencia tranquila, sino también (…) procuremos no hacer nada que pueda hacer sospechar mal a nuestro hermano más débil, no sea que comiendo hierba limpia y bebiendo agua pura pisoteemos los pastos de Dios, y las ovejas más débiles tengan que comer una hierba pisoteada y beber un agua enturbiada.

Luego (vv. 3-4), el Señor insta a la magnanimidad en el perdón de las ofensas. Sus palabras implican dos aspectos: primero, que todo pecado en la Iglesia merece ser reprendido; segundo, que el arrepentimiento debe ser perdonado. Es fundamental resistir cualquier forma de rencor porque 

Dios a nadie aborrece y rechaza tanto como al hombre que se acuerda de la injuria, al corazón endurecido, al ánimo que conserva el enojo.

Los Apóstoles reconocen la dificultad de las demandas de Jesús, por lo que Él les enseña que con fe en Dios todo es posible (vv. 5-6). Finalmente, Jesús insiste en la importancia de evitar cualquier tipo de arrogancia (vv. 7-10). Aunque Jesús no justifica el trato abusivo de un amo, destaca que la virtud al seguir sus mandamientos suscitará admiración en los demás y brindará consuelo interno. Sin embargo, en lugar de enorgullecernos, debemos recordar que solo estamos cumpliendo el plan de Dios.

No te jactes por ser llamado hijo de Dios —reconoce la gracia, y no desconozcas tu naturaleza—, ni te engrías por haberle servido bien: es lo que tenías que hacer. El sol hace su oficio, la luna obedece y los ángeles cumplen su servicio. (…) No pretendamos ser alabados por nosotros mismos, no adelantemos el juicio de Dios (…), reservémoslo para su momento.

## La curación de los diez leprosos (17:11-19)

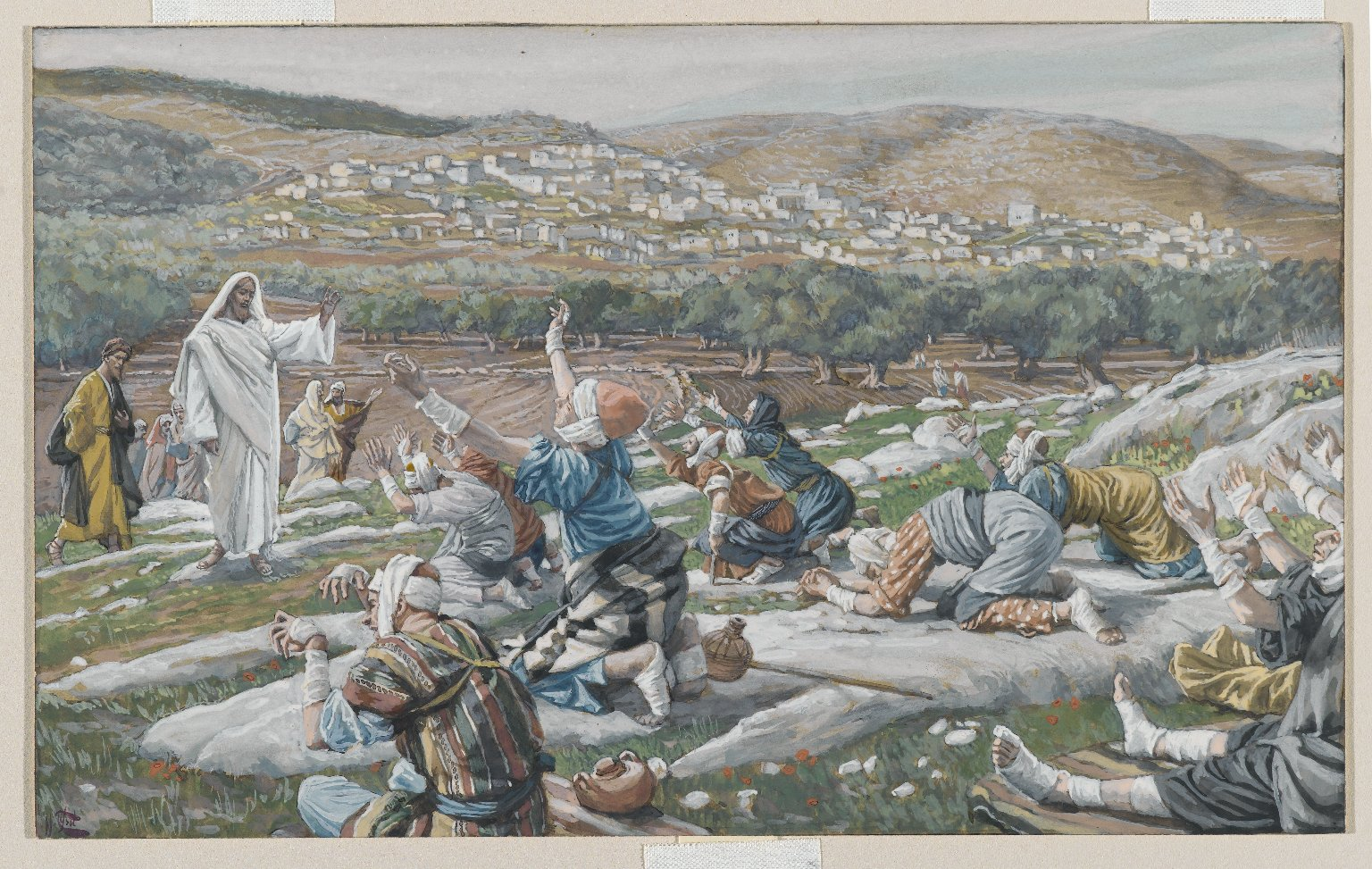
James Tissot, La curación de diez leprosos (Guérison de dix lépreux), Brooklyn Museum

Este es uno de los milagros de Jesús en los Evangelios (registrado sólo en el Evangelio de Lucas). De camino a Jerusalén, continuando el viaje que había iniciado en Lucas 9:51, Jesús recorrió la frontera entre Samaria y Galilea. Cuando entraba en una aldea, le salieron al encuentro diez hombres que tenían lepra. Se pararon a cierta distancia y gritaron en voz alta: ¡Jesús, Maestro, ten compasión de nosotros!. Al verlos, les dijo: Id, mostraos a los sacerdotes. Y mientras iban, quedaron limpios. Uno de ellos, al verse curado, volvió alabando a Dios en alta voz. Se arrojó a los pies de Jesús y le dio las gracias: este hombre era un samaritano. Jesús preguntó: ¿No quedaron limpios los diez? ¿Dónde están los otros nueve? ¿No se encontró a nadie que volviera y alabara a Dios, excepto este extranjero?. Entonces le dijo Levántate y vete; tu fe te ha salvado.
Se ha dicho que este milagro subraya la importancia de la fe, pues Jesús no dijo: Mi poder te ha salvado, sino que atribuyó la curación a la fe de los beneficiarios:.

### Comentario
Según la Ley de Moisés (Levítico 13,45-46), los leprosos debían vivir apartados de la comunidad y mostrar signos evidentes de su enfermedad para evitar el contagio. Por esta razón, los diez leprosos se mantuvieron a distancia de Jesús y le pidieron ayuda a gritos. La ubicación del episodio justifica la presencia de un samaritano junto a judíos, a pesar de la mutua antipatía entre ambos pueblos. Sin embargo, el sufrimiento unió a estos leprosos, superando los prejuicios raciales. Estos hombres mostraron fe en la indicación de Jesús, pero solo uno, un samaritano, combinó su fe con agradecimiento. Jesús describió esta acción como «dar gloria a Dios». Aunque los diez fueron curados, solo a este extranjero se le dice que ha sido "salvado". Esta escena ejemplifica lo que Jesús anunció en su discurso inaugural en la sinagoga de Nazaret y es una invitación a ser agradecidos con Dios.

¿Qué cosa mejor podemos traer en el corazón, pronunciar con la boca, escribir con la pluma, que estas palabras: “Gracias a Dios”? No hay cosa que se pueda decir con mayor brevedad, ni oír con mayor alegría, ni sentirse con mayor elevación, ni hacer con mayor utilidad.

## La llegada del reino (17:20-21)

### Versículo 20
Preguntado por los fariseos cuándo vendría el reino de Dios, les respondió: "El reino de Dios no viene con ostentación";

### Versículo 21
Ni dirán: ¡He aquí! o, ¡he allí! porque el reino de Dios está dentro de vosotros mismos.
George Leo Haydock sugiere que la pregunta de los fariseos se hace "de manera burlona e insultante". Buls señala que la pregunta es un "¿cuándo?", mientras que la respuesta de Jesús es un "¿qué?": los fariseos "esperaban que el Reino de Dios... viniera pronto"; esto es "una noción errónea sobre el carácter del Reino". Jesús responde que el Reino de Dios no viene "con ostantación" o "con un despliegue visible": la palabra en griego παρατηρήσεως (paratērēseōs, observación cuidadosa) aparece sólo aquí en el Nuevo Testamento. John Gill elabora sobre cómo el reino de Dios podría estar "dentro" de ti: 

En los elegidos de Dios entre los judíos, en sus corazones; siendo de naturaleza espiritual, y yaciendo en justicia, y paz, y gozo en el Espíritu Santo; en el despojo de Satanás, el hombre fuerte armado; en el derribo del viejo hombre, el pecado, con sus lujurias engañosas, del trono; y en el establecimiento de un principio de gracia, como gobernante

 mientras que los editores de la Biblia de Jerusalén sugieren que "entre vosotros" es preferible a "dentro de vosotros" porque "dentro de vosotros" no "proporciona una respuesta directa a la pregunta de los fariseos".

### Comentario
El intercambio entre Jesús y los fariseos, seguido por su discurso a los discípulos, ofrece una visión profunda sobre la doctrina de la llegada del Reino de Dios. Jesús aclara que el Reino no será anunciado con un mirad, está aquí o allí. A los fariseos, que esperaban una manifestación espectacular del Reino, Jesús les dice que ya ha llegado. La frase el Reino de Dios está ya en medio de vosotros se puede traducir del griego como dentro de vosotros o entre vosotros. Los Padres de la Iglesia y diversos comentaristas han interpretado ambas traducciones. Si se opta por la segunda, se refiere a la presencia y la obra de Jesucristo, como explica San Efrén:

...eso lo dice Él de sí mismo, porque Él se encontraba en medio de ellos.

Pero es más adecuada la interpretación espiritual:

Cuando aquietamos nuestros sentidos, y nos entretenemos dentro de nosotros mismos con Dios y, apartados de los torbellinos del mundo, nos recogemos dentro de nosotros mismos, entonces vemos claramente el Reino de Dios dentro de nosotros, porque como proclamó Jesús, el Reino de Dios está dentro de nosotros.

Algunas almas que han estado muy unidas a Dios transmiten su experiencia de la siguiente manera:

El Doctor de los doctores enseña sin grandes discursos. Nunca le oí hablar, pero sé que está en mí. En todos los instantes me guía y me inspira; pero precisamente en el momento oportuno es cuando descubro claridades desconocidas hasta entonces. Regularmente no brillan a mis ojos en las horas de oración, sino en medio de las ocupaciones del día.

La enseñanza de Jesús a los discípulos toma un enfoque diferente. No se trata de una declaración sobre la presencia del Reino, sino de una lección acerca del tiempo de su plenitud. De hecho, como el Señor explicó en numerosas parábolas, el Reino está destinado a crecer y desarrollarse:

Anunciado en primer lugar a los hijos de Israel, este reino mesiánico está destinado a acoger a los hombres de todas las naciones.

En un momento determinado, se producirá la consumación definitiva, aunque no de manera inmediata; primero, Jesús debe ser rechazado por su generación. Ante esta realidad, los discípulos del Señor deben estar siempre vigilantes. Deben evitar ser engañados por falsos anuncios y no caer en la trampa de pensar que el regreso del Maestro se retrasa, lo que podría llevarlos a vivir de forma complaciente y olvidarse de su venida. La llegada de Jesús como el Hijo del Hombre glorificado será inesperada y sorprendente, lo que subraya la importancia de vivir con la conciencia de que el Señor podría pedirnos cuentas en cualquier momento. Cuando los discípulos preguntan ¿Dónde, Señor?, tras haber preguntado sobre el cuándo de su venida, Jesús responde de manera enigmática usando una imagen proverbial: la rapidez con la que un ave de rapiña se lanza sobre su presa, indicando que su venida será repentina. Así, enseña a vivir cada momento como si fuera el último y más decisivo de la vida.

«El verdadero cristiano está siempre dispuesto a comparecer ante Dios. Porque, en cada instante —si lucha para vivir como hombre de Cristo—, se encuentra preparado para cumplir su deber.

## El día del Hijo del Hombre (17:22-37)
El discurso de Lucas 17:22-37 es propio de este evangelio. Lucas trata el "fin de los tiempos" de una manera diferente a la del evangelio de Mateo, cuyo "discurso sobre el fin de los tiempos" hace uso de un material similar. Lucas hace una clara distinción entre la profecía de Jesús sobre la destrucción de Jerusalén (véase Lucas 21:6-24) y su propia venida en gloria al final de los tiempos.